# Comté de Cholsan
Le comté de Ch'ŏlsan est un comté de la province du P'yŏngan du Nord, dans le nord-ouest de la Corée du Nord. Occupant la péninsule de Cholsan, qui s'avance sur la mer Jaune, il est bordé par les comtés de Yŏmju et de Tongrim au nord, tandis qu'il n'est en contact qu'avec la mer au sud.

## Géographie
Le comté de Ch'ŏlsan s'étend sur 361,4 km2 et compte 85 525 habitants lors du recensement de 2008.
Les terres du comté sont caractérisées par leurs nombreux vallons, excédant rarement les 300 mètres d'altitude. Le point le plus élevé du comté est le Yŏndaesan, qui culmine à une hauteur de 393 mètres. L'île de Kado (ko), qui est incluse dans le comté, possède un terrain similaire ; son point le plus élevé est le Yondaebong, qui atteint les 335 mètres d'altitude.
Le comté comprend 28 îles, dont certaines sont inhabitées. La longueur de la côte du comté est de 123 kilomètres pour la partie continentale uniquement, mais elle atteint les 265 kilomètres en incluant les îles.

## Subdivisions administratives
Le comté de Ch'ŏlsan est composé d'1 ŭp (ville), de 2 rodongjagu (communautés de travailleurs) et de 25 ri (villages) :
| - Ch'ŏlsan-ŭp (철산읍) - Changsong-rodongjagu (장송로동자구) - Kabong-rodongjagu (가봉로동자구) - Haksal-li (학산리) - Kado-ri (가도리) - Kasal-li (가산리) - Kibong-ri (기봉리) - Kŏm'am-ri (검암리) - Kŭmsal-li (금산리) - Kŭnch'ŏl-li (근천리) - Munbong-ri (문봉리) - Myŏngam-ri (명암리) - Obong-ri (오봉리) - Posal-li (보산리) | - P'ungch'ŏl-li (풍천리) - Rihwa-ri (리화리) - Ryŏngsang-ri (령삭리) - Ryŏnsu-ri (련수리) - Sŏn'am-ri (선암리) - Sŏngam-ri (성암리) - Sŏnju-ri (선주리) - Subu-ri (수부리) - Taehwa-ri (대화리) - Tongch'ang-ri (동창리) - Tongch'ŏl-li (동천리) - Tongp'yŏng-ri (동평리) - Wŏlbong-ri (월봉리) - Wŏnsep'yŏng-ri (원세평리) |

## Climat
Le comté de Ch'ŏlsan jouit d'un climat maritime tempéré, ses hivers étant les plus chauds de tout le P'yŏngan du Nord. La température moyenne annuelle y est de 8,9 °C, avec une moyenne de −7,9 °C en janvier et de 24 °C en août. Les précipitations s'élèvent en moyenne à 900 mm par an.

## Économie
46 % du territoire du comté sont occupés par des forêts, principalement composées de pins rouges et de chênes. 40 % du territoire sont consacrés à la culture, notamment à celle du riz, du maïs et du soja. La palourde et le poisson sont pêchés dans les rivières de Ch'ŏlsan.
Le comté possède aussi des attractions touristiques locales, dont l'archipel de Pansong, connu pour ses paysages, ou la grotte de Masŏn, creusée dans la roche calcaire. L'île de Wondo comprend une réserve naturelle.
La base de lancement de satellite de Sohae est située dans le comté.

## Éducation
Le comté comprend l'École technique supérieure de Ch'ŏlsan (철산고등전문학교).